# Плавання на літніх Олімпійських іграх 2020 — 100 метрів батерфляєм (жінки)
Змагання з плавання на 100 метрів батерфляєм серед жінок на літніх Олімпійських іграх 2020 відбувалися з 24 по 26 липня 2021 року в Олімпійському центрі водних видів спорту. Це була сімнадцята поспіль поява цієї дисципліни на Олімпійських іграх. Її проводили на кожній Олімпіаді, починаючи з 1956 року.

## Рекорди
Перед цими змаганнями чинні світовий і олімпійський рекорди були такими:
| Світовий рекорд     | Сара Шестрем (SWE) | 55.48 | Ріо-де-Жанейро, Бразилія | 7 серпня 2016 | [ 2 ] |
| Олімпійський рекорд | Сара Шестрем (SWE) | 55.48 | Ріо-де-Жанейро, Бразилія | 7 серпня 2016 | [ 2 ] |

## Кваліфікація
Олімпійський кваліфікаційний норматив для цієї дисципліни становить 57,92 секунди. За цим нормативом від кожного Національного олімпійського комітету (NOC) можуть автоматично кваліфікуватися щонайбільше дві плавчині, виконавши його на затверджених кваліфікаційних змаганнях. Норматив олімпійського відбору становить 59,66 секунди. За цим нормативом від кожного НОК може кваліфікуватися щонайбільше одна плавчиня, що посідає досить високе місце у світовому рейтингу, поки не буде вичерпано квоту для всіх плавальних дисциплін. НОК, що ще не має плавчині в жодній дисципліні, може скористатися зі свого права на універсальну квоту.

## Формат змагань
Змагання складаються з трьох раундів: попередні запливи, півфінали та фінал. Плавчині, що показали 16 найкращих результатів у попередніх запливах, виходять до півфіналів. Плавчині, що показали 8 найкращих результатів у півфіналах, виходять до фіналу. У тому разі, коли на останнє місце потрапляння до півфіналів чи фіналу претендують дві чи більше плавчині з однаковим часом, передбачено перепливання.

## Розклад
Змагання тривають три дні, кожен раунд наступного дня.
Вказано японський стандартний час (UTC + 9)
| Дата     | Час   | Раунд             |
| -------- | ----- | ----------------- |
| 24 липня | 19:25 | Попередні запливи |
| 25 липня | 10:40 | Півфінали         |
| 26 липня | 10:30 | Фінал             |

## Результати

### Попередні запливи
Плавчині, що показали 16 найкращих результатів незалежно від запливу, виходять до півфіналу.
| Місце | Заплив | Доріжка | Ім'я               | Країна                           | Час     | Примітки |
| ----- | ------ | ------- | ------------------ | -------------------------------- | ------- | -------- |
| 1     | 5      | 4       | Чжан Юйфей         | Китай (CHN)                      | 55.82   | Q        |
| 1     | 5      | 5       | Емма Маккеон       | Австралія (AUS)                  | 55.82   | Q, OC    |
| 3     | 4      | 5       | Сара Шестрем       | Швеція (SWE)                     | 56.18   | Q        |
| 4     | 4      | 4       | Торрі Гаск         | США (USA)                        | 56.29   | Q        |
| 5     | 3      | 4       | Меґґі Мак-Ніл      | Канада (CAN)                     | 56.55   | Q        |
| 6     | 5      | 3       | Луїс Ганссон       | Швеція (SWE)                     | 56.97   | Q        |
| 7     | 4      | 3       | Анастасія Шкурдай  | Білорусь (BLR)                   | 56.99   | Q        |
| 8     | 3      | 3       | Марі Ваттель       | Франція (FRA)                    | 57.08   | Q        |
| 9     | 4      | 6       | Елена Ді Ліддо     | Італія (ITA)                     | 57.41   | Q        |
| 10    | 3      | 5       | Клер Курзан        | США (USA)                        | 57.49   | Q        |
| 11    | 3      | 1       | Кетрін Савард      | Канада (CAN)                     | 57.51   | Q        |
| 12    | 4      | 2       | Іларія Біанкі      | Італія (ITA)                     | 57.70   | Q        |
| 13    | 5      | 2       | Анна Нтунтунакі    | Греція (GRE)                     | 57.75   | Q        |
| 14    | 3      | 2       | Аріна Суркова      | Олімпійський комітет Росії (ROC) | 58.02   | Q        |
| 15    | 4      | 7       | Світлана Чімрова   | Олімпійський комітет Росії (ROC) | 58.04   | Q        |
| 16    | 5      | 6       | Бріанна Тросселл   | Австралія (AUS)                  | 58.08   | Q        |
| 17    | 3      | 8       | Марія Уголкова     | Швейцарія (SUI)                  | 58.22   |          |
| 18    | 4      | 8       | Анастасія Горбенко | Ізраїль (ISR)                    | 58.23   |          |
| 19    | 3      | 6       | Лана Пудар         | Боснія і Герцеговина (BIH)       | 58.32   |          |
| 20    | 4      | 1       | Фаріда Осман       | Єгипет (EGY)                     | 58.69   |          |
| 21    | 5      | 1       | Гаррієт Джонс      | Велика Британія (GBR)            | 58.73   |          |
| 22    | 5      | 7       | Емілі Бекманн      | Данія (DEN)                      | 58.84   |          |
| 23    | 5      | 8       | Ан Се Хьон         | Південна Корея (KOR)             | 59.32   |          |
| 24    | 2      | 5       | Еллен Валш         | Ірландія (IRL)                   | 59.35   |          |
| 25    | 2      | 3       | Ремеді Руле        | Філіппіни (PHI)                  | 59.68   |          |
| 26    | 3      | 7       | Ерін Галлагер      | ПАР (RSA)                        | 59.69   |          |
| 27    | 2      | 4       | Шебештьєн Далма    | Угорщина (HUN)                   | 59.79   |          |
| 28    | 2      | 7       | Луана Алонсо       | Парагвай (PAR)                   | 1:00.37 |          |
| 29    | 2      | 2       | Хесерік Пінто      | Венесуела (VEN)                  | 1:00.60 |          |
| 30    | 1      | 4       | Мар'ям Шейхалізаде | Азербайджан (AZE)                | 1:01.37 |          |
| 31    | 2      | 6       | Міріам Шіген       | Пуерто-Рико (PUR)                | 1:02.49 |          |
| 32    | 1      | 5       | Аніка Гаффур       | Шрі-Ланка (SRI)                  | 1:05.33 |          |
| 33    | 1      | 3       | Юсра Мардіні       | Збірна біженців (EOR)            | 1:06.78 |          |

### Півфінали
Плавчині, що показали 8 найкращих результатів незалежно від запливу, виходять до фіналу.
| Місце | Заплив | Доріжка | Плавчиня          | Країна                           | Час   | Примітки |
| ----- | ------ | ------- | ----------------- | -------------------------------- | ----- | -------- |
| 1     | 2      | 4       | Чжан Юйфей        | Китай (CHN)                      | 55.89 | Q        |
| 2     | 1      | 6       | Марі Ваттель      | Франція (FRA)                    | 56.16 | Q        |
| 3     | 1      | 4       | Емма Маккеон      | Австралія (AUS)                  | 56.33 | Q        |
| 4     | 2      | 5       | Сара Шестрем      | Швеція (SWE)                     | 56.40 | Q        |
| 5     | 1      | 5       | Торрі Гаск        | США (USA)                        | 56.51 | Q        |
| 6     | 2      | 3       | Меґґі Мак-Ніл     | Канада (CAN)                     | 56.56 | Q        |
| 7     | 1      | 3       | Луїс Ганссон      | Швеція (SWE)                     | 56.92 | Q        |
| 8     | 2      | 6       | Анастасія Шкурдай | Білорусь (BLR)                   | 57.19 | Q        |
| 9     | 2      | 1       | Анна Нтунтунакі   | Греція (GRE)                     | 57.25 |          |
| 10    | 1      | 2       | Клер Курзан       | США (USA)                        | 57.42 |          |
| 11    | 2      | 8       | Світлана Чімрова  | Олімпійський комітет Росії (ROC) | 57.54 |          |
| 12    | 1      | 8       | Бріанна Тросселл  | Австралія (AUS)                  | 57.59 |          |
| 13    | 2      | 2       | Елена Ді Ліддо    | Італія (ITA)                     | 57.60 |          |
| 14    | 1      | 1       | Аріна Суркова     | Олімпійський комітет Росії (ROC) | 57.72 |          |
| 15    | 1      | 7       | Іларія Біанкі     | Італія (ITA)                     | 58.07 |          |
| 16    | 2      | 7       | Кетрін Савард     | Канада (CAN)                     | 58.10 |          |

### Фінал
| Місце | Доріжка | Плавчиня          | Країна          | Час   | Примітки |
| ----- | ------- | ----------------- | --------------- | ----- | -------- |
| 1     | 7       | Меґґі Мак-Ніл     | Канада (CAN)    | 55.59 | AM       |
| 2     | 4       | Чжан Юйфей        | Китай (CHN)     | 55.64 |          |
| 3     | 3       | Емма Маккеон      | Австралія (AUS) | 55.72 | OC       |
| 4     | 2       | Торрі Гаск        | США (USA)       | 55.73 |          |
| 5     | 1       | Луїс Ганссон      | Швеція (SWE)    | 56.22 |          |
| 6     | 5       | Марі Ваттель      | Франція (FRA)   | 56.27 |          |
| 7     | 6       | Сара Шестрем      | Швеція (SWE)    | 56.91 |          |
| 8     | 8       | Анастасія Шкурдай | Білорусь (BLR)  | 57.05 |          |